# Čeke Holo
Čeke Holo (též Marine,A’ara, Holo nebo Kubonitu) je austronéský jazyk, kterým mluví asi 10 800 lidí. Mluví se jím na Šalomounových ostrovech na ostrově Santa Isabel. Je to nejrozšířenější z ysabelských jazyků, a postupně nahrazuje i další ysabelské jazyky (například jazyk kokota nebo téměř vymřelý jazyk zazao). K úplnému vymření došlo u jazyka laghu. Nejrozšířenější je hlavně v jižní části ostrova, v okolí obcí Buala a Kmanḡa.

## Abeceda a výslovnost
Fonologie čeke holo je zvláštní, podobná ostatním jazykům Santa Isabel. Jazyk má pět samohlásek, jako mnoho jazyků v Oceánii. Jazyk nerozlišuje dlouhé a krátké samohlásky.
| Velká písmena | A | B | C | D | E | F | G | Ḡ | H | I | J | K | L | M | N | N̄ | O | P | Q | R | S | T | U | V | W | X | Y | Z |
| Malá písmena  | a | b | c | d | e | f | g | ḡ | h | i | j | k | l | m | n | n̄ | o | p | q | r | s | t | u | v | w | x | y | z |

Jazyk má celkem 12 spřežek.
- Písmeno Ḡ se vyslovuje jako znělá velární frikativa (ɣ)
- Písmeno N̄ se vyslovuje jako velární nazála (ŋ)
- Ch se vyslovuje jako neznělá postalveolární afrikáta (t͡ʃ), tedy jako české č
- Gh se vyslovuje IPA: ɣʱ
- Kh se vyslovuje IPA: kʰ
- Lh se vyslovuje IPA: lʰ
- Lh se vyslovuje IPA: mʰ
- Nh se vyslovuje IPA: nʰ
- Lh se vyslovuje IPA: lʰ
- N̄h se vyslovuje IPA: ŋʰ
- Ph se vyslovuje IPA: pʰ
- Th se vyslovuje IPA: tʰ

## Příklady

### Číslovky
| Čeke Holo | Česky |
| kaisei    | jeden |
| phei      | dva   |
| thilo     | tři   |
| fati      | čtyři |
| ḡlima     | pět   |
| namno     | šest  |
| fitu      | sedm  |
| nhana     | osm   |
| nheva     | devět |
| nabotho   | deset |